# 蔡可賢
蔡可賢（1536年—1602年），字子齊，號見菴，更號文吾（聞吾），直隸廣平府成安縣人，民籍，明朝政治人物。

## 生平
嘉靖三十七年（1558年）戊午科順天府鄉試第六名。嘉靖四十一年（1562年）壬戌科第二甲第四十九名進士。授戶部主事，陞郎中。隆慶二年（1568年）出为山西太原府知府。四年四月升山东按察司副使整饬霸州兵备，改山西崎岚兵备副使，六年四月以疾致仕。万历元年（1573年）直隶巡按御史丁惟宁举荐，復任欽差蓟辽等处整饬兵备副使。万历二十年（1592年）四月以兵部尚书石星言，起原任副使蔡可贤为宁夏河西道副使，及解饷职方司主事赵梦麟俱赴督臣魏学曾军门赞画。十一月奏称亲老病笃，弃官去。二十二年四月起补山東參政兼佥事备兵宁前，十二月以原官备兵開原。丁憂歸，卒年六十七。

## 家族
曾祖蔡和；祖父蔡果；父蔡紹先，歲貢生。母劉氏。具庆下。兄蔡可教，府推官。弟蔡可久。
有兄蔡可教、弟蔡可行，三人皆有文名，號“成安三蔡”。